# Черно море (вестник)
Вижте пояснителната страница за други значения на Черно море.
Черно море е частен вестник, регионален всекидневник. Негов управител е Нася Атанасова.

## История
Вестникът е основан на 6 януари 1998 година. На два пъти печели приза „Най-добър регионален всекидневник в България“ на ежегодния фестивал „Международни медийни събития“, провеждан в курорта Албена. От началото на 2011 година вестникът е в един медиен холдинг с телевизия Черно море. На 31 март 2020 г. излиза последния брой на вестника. Към настоящия момент,според публичния регистър на печатните и онлайн изданията към Министерството на културата, продължава да излиза онлайн издание chernomore.bg.
Седмичен вестник под същото име се издава от П. Бобчевски във Варна в периода 1891-1904.